# سيزار نافاس
سيزار نافاس (بالإسبانية: César Navas)‏ (14 فبراير 1980 في إسبانيا - ) هو لاعب كرة قدم إسباني في مركز الدفاع. شارك مع منتخب إسبانيا تحت 17 سنة لكرة القدم ومنتخب إسبانيا تحت 18 سنة لكرة القدم. أما مع النوادي، فقد لعب مع خيمناستيك طركونة وراسينغ سانتاندير وروبين كازان وريال مدريد كاستيا وريال مدريد ونادي روستوف ونادي مالقا وAtlético Malagueño ‏.

## وصلات خارجية
- سيزار نافاس على موقع الاتحاد الدولي (مؤرشف)  (الإنجليزية)
- سيزار نافاس على موقع الاتحاد الأوربي (الإنجليزية)
- سيزار نافاس على موقع قاعدة بيانات كرة القدم.إي يو (الإنجليزية)
- سيزار نافاس على موقع Soccerway.com (الإنجليزية)
- سيزار نافاس على موقع عالم كرة القدم.نت (الإنجليزية)
- سيزار نافاس على موقع AS.com (الإسبانية)